# Rassen der Westlichen Honigbiene

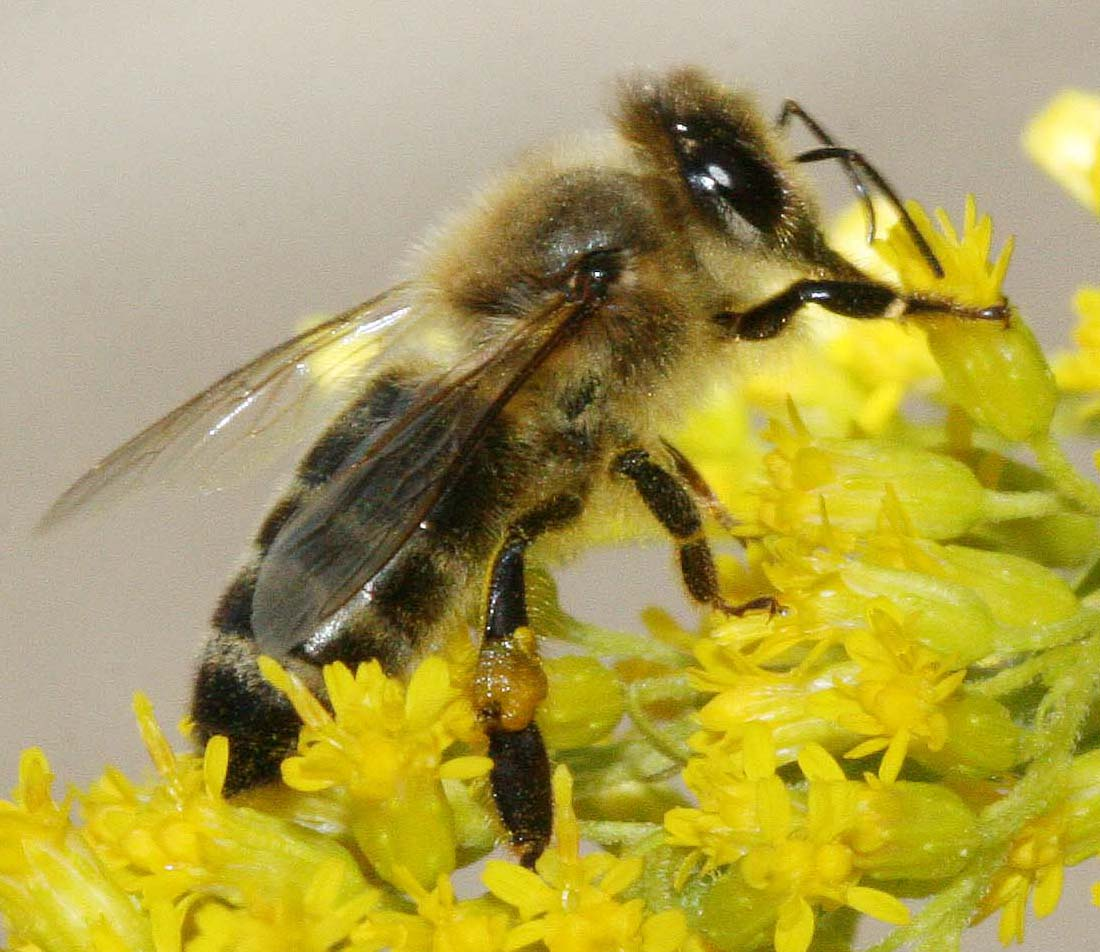
Westliche Honigbiene: Carnica, Baden-Württemberg

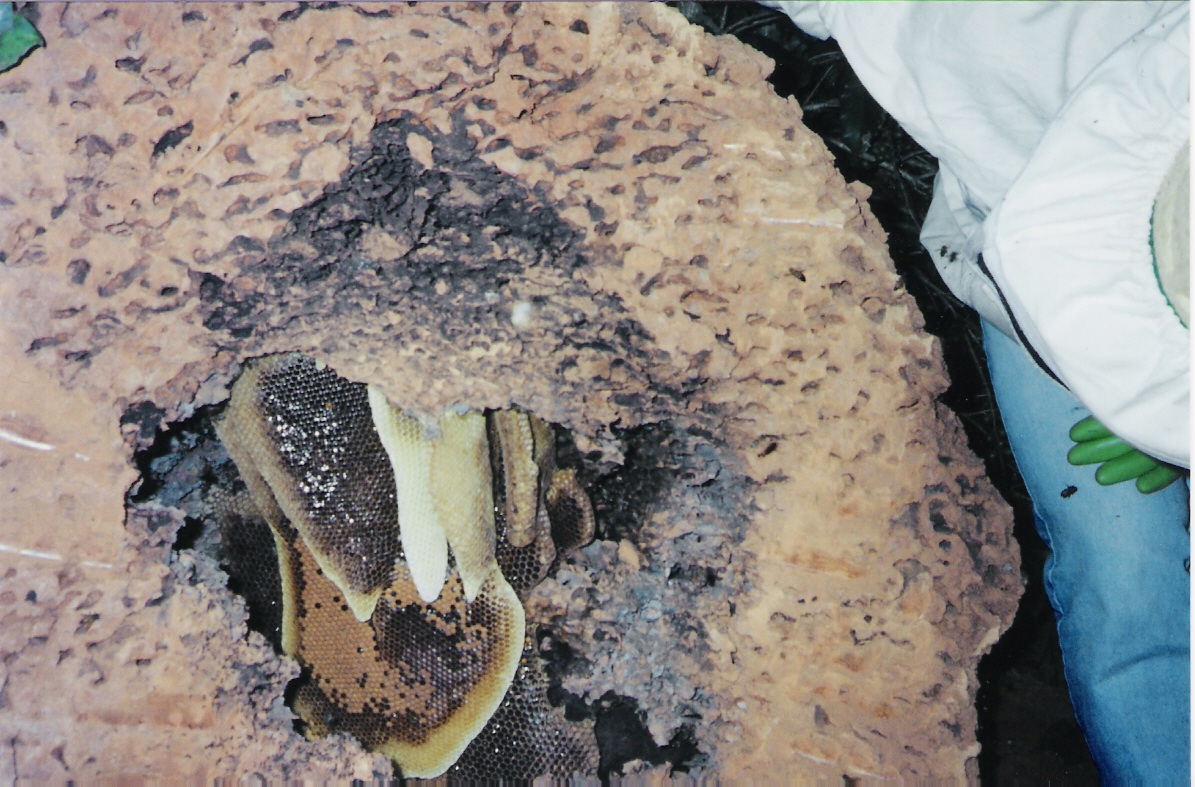
Nest der afrikanisierten Honigbiene, Minas Gerais, Brasilien

Rassen der Westlichen Honigbiene sind isolierte, künstliche Zuchtpopulationen der Art Apis mellifera. Sie werden in der Imkerei gezüchtet und vermehrt und sind heute weltweit verbreitet.
Unterarten und Ökotypen der Westlichen Honigbiene sind offene, natürliche Populationen der Apis mellifera, die einer ständigen Vermischung ihres Erbguts durch Genfluss ausgesetzt sind. Sie werden von der Imkerei in ihrem Erhalt bedroht.

## Rassen in der Bienenzucht
Erst seit weniger als 100 Jahren steht den Bienenzüchtern bei der Züchtung von Honigbienen das komplette Instrumentarium wie imkerliche Königinnenzucht und instrumentelle Besamung zur Verfügung. Die Genetik der Westlichen Honigbiene wurde also nicht grundlegend verändert. Anders als bei bekannten Haustieren, ist es den Westlichen Honigbienen möglich, sowohl mit als auch ohne die Obhut des Menschen zu überleben. Die Populationen der heutigen Westlichen Honigbiene gelten als noch nicht domestiziert. Trotzdem wird die Westliche Honigbiene manchmal in der Liste der domestizierten Arten geführt. Stattdessen existiert der Vorschlag von Bienenwissenschaftlern, sie als halbdomestizierte Art anzusehen.
In der Bienenzucht ist und war der stets unscharfe Begriff Rasse, wie auch in der übrigen Biologie, umstritten. Hinzu kommt, dass die allerwenigsten Imker gezüchtete Bienenrassen halten. Die weit überwiegende Zahl von durch Imkern gehaltenen Honigbienenvölker kann sich natürlich und unkontrolliert mit fremden, verwilderten oder wilden Honigbienen verpaaren (hybridisieren) und ist genetisch kaum von diesen unterscheidbar. Bei diesen Honigbienen findet Selektion nach wie vor hauptsächlich durch natürliche Selektion statt und bei verwilderten oder wilden Honigbienen hauptsächlich für das Überleben in natürlichen Umgebungen und ohne menschliches Zutun.
Durch den Transport von Bienenvölkern über weite Entfernungen zur Nutzung in der Imkerei hat der Mensch das Verbreitungsmuster der ursprünglich vikariierend verbreiteten verschiedenen Honigbienenunterarten verändert und infolge von Hybridisierung durch Bienentransporte, seit wenigen Jahrzehnten auch durch Züchtung, deren Charakter beeinflusst. Durch die genetische Veränderung der Zucht sind die traditionell verbreiteten, wild lebenden oder von Imkern als Nutztiere gehaltenen natürlichen Unterarten, Ökotypen und die Landbienen in ihrem Bestand bedroht. Eine Folge dieser institutionellen Verdrängungszucht ist, dass die Dunkle Europäische Biene (Apis mellifera mellifera), die Unterart der Westlichen Honigbiene, die in Nord-, Ost- und Westeuropa heimische ist, heute auf der Liste gefährdeter Nutztierrassen steht.
Die Unterarten der Westlichen Honigbiene (Apis mellifera) sind natürlich entstandene, offene Populationen, die sich teilweise unterschiedlich gut für die Imkerei eignen, wodurch Menschen einige von ihnen bevorzugten und auch außerhalb ihres natürlichen Verbreitungsgebiets etablierten.
Ziel der Honigbienenzucht ist es, mit Hilfe künstlicher Selektion gewünschte genetisch vererbbare Eigenschaften in der Zuchtpopulation anzureichern und unerwünschte Eigenschaften auszudünnen. Dabei geht es vor allem um die Erhöhung des Ertrages von Honig und Züchtung von friedlichen Bienen mit geringem Schwarmtrieb. Hierzu werden Zuchtlinien  aufgebaut um nahezu reinerbige Nachkommenschaft zu erhalten, in der Imkersprache wird dann von Zuchtlinien oder Linienzucht gesprochen. Es handelt sich im Wesentlichen um Inzucht, welche die genetische Vielfalt stark herabsetzt und die genetische Distanz zu den natürlichen, wild lebenden Populationen (Wildformen) erhöht. „Die meisten Lebewesen zeigen bei Inzucht eine geringere Vitalität .. [d]ie Biene erweiset sich hier sogar als besonders anfällig“. Zuchtlinien der Westlichen Honigbiene können im Allgemeinen in der freien Natur, ohne imkerliche Haltung, überleben. Die Überlebensraten bei verwilderten Völkern, bzw. bei Schwärmen die von imkerlichen Bienenständen stammen, sind geringer als in der Imkerei, aber ähnlich denen in der Natur.
Imkerei mit gezielter Auswahl (künstliche Selektion) von Königinnen und effektiver Methoden der Vermehrung und Aufzucht von Königinnen, begann nicht früher als Ende des 19. Jahrhunderts, unter anderem durch das Werk des amerikanischen Imkers Gilbert M. Doolittle Scientific Queen-Rearing von 1889. Seit dieser Zeit wurden selektierte Honigbienenvölker auf  entlegene Vermehrungsstellen verbracht, auf Inseln oder in Bergtälern, und mit selektierten Drohnenvölkern verpaart.
Um die gewünschten reinerbigen Inzuchtlinien von Honigbienen zu erhalten, bzw. zu stabilisieren, wurden vor allem in der Vergangenheit sogenannte Reinzuchtgebiete mit Belegstellen eingerichtet.
Die imkerliche Hochzucht mit der vollen Kontrolle der mütterlichen und väterlichen Seite bei der Paarung von Honigbienen geschieht seit 1920 durch die Erforschung und Einführung der künstlichen Besamung durch den amerikanischen Forscher Lloyd R. Watson. Die Möglichkeit der künstlichen, instrumentellen Besamung von Bienenköniginnen hat die Möglichkeiten der Zucht wesentlich verbessert und vereinfacht.
Die erst in den letzten 100 Jahren einsetzende Bienenzüchtung hat Zuchtlinien und Stämme begründet, die auf der bewusst herbeigeführten Kreuzung beruhen. Erst seit kurzer Zeit existieren außerdem moderne Zuchtlinien (englisch breeds).
- Anfänge der modernen Bienenzucht: Lorenzo L. Langstroth patentiert 1853 die moderne Magazinbeute (Langstroth-Beute). Er publiziert 1859 A Practical Treatise on the Hive and the Honey-Bee.[9] Charles Dadant entwickelt daraus 1874 die Dadant-Beute, die er industriell herstellt und vermarktet. Er vermehrt Kreuzungen aus einheimischen Dunklen Bienen mit importierten Italiener Bienen, die er erfolgreich vermarktet. Gilbert M. Doolittle publiziert 1889 das einflussreiche Buch Scientific Queen-Rearing as Practically Applied.[10][1]
- Schweizer Landrassenzucht: 1897 schuf Ulrich Kramer die ersten Belegstationen für die Zucht der Schweizer Landrasse, mit der ‚Nigra‘ als wichtigstem Zuchtstamm.[3] Dies geschah als Reaktion auf die zunehmende Zahl von durch Imkern importierten und vermehrten Stämmen und Zuchtlinien aus der Honigbienenzucht und „Mischlingen, die sich aus den Importen ergaben“. Diese Belegstationen arbeiteten nach Art der Primitivzucht vergleichbar einer Standbegattung.[3]
- Deutsche Landrassenzucht: ab 1908 entsteht die erste deutsche Reinzucht-Belegstelle für die Deutsche Dunkle Biene im Nürnberger Reichswald durch die Königliche Landesanstalt für Bienenzucht in Erlangen, mit Leistungen vergleichbar einer Standbegattung. Ab 1934 jedoch als ‚Reinzuchtbelegstelle Nummer 1‘ bezeichnet. Verantwortlich waren Enoch Zander und K. Hofmann.[8][11] Im Laufe der 1950er bis 60er Jahre wurden alle Belegstellen auf die Kärntner Biene umgestellt.[8]
- Bienenzüchtungskunde in Deutschland: Der weltweit erste ‘Bienenprofessor’ Ludwig Armbruster publiziert 1919 seine Bienenzüchtungskunde über die genetische Vererbung bei Honigbienen und deren praktische Anwendung in der Bienenzucht. Er beeinflusst damit Karl Kehrle in GB (siehe unten).
- Künstliche Besamung bei der Honigbiene: Erforschung und Erfindung der Instrumentellen Besamung seit 1920 durch den amerikanischen Forscher Lloyd R. Watson. Die moderne, wissenschaftliche Bienenzucht beginnt.[1]
- Resistenzzucht der Buckfastbiene in GB:  Karl Kehrle (Bruder Adam) begann 1916 als Bienenzüchter im englischen Benediktinerkloster Buckfast Abbey mit der Resistenzzucht von Honigbienen, weil ein Großteil der britischen Bienenvölker seit 1913 stark an Virosen litt, die durch die Tracheenmilbe übertragen wurde.[12] Zudem züchtete er darauf, bestimmte Eigenschaften (z. B. Sammeltrieb, Sanftmut etc.) zu stärken und andere (z. B. Schwarmtrieb) zu reduzieren. Kehrle entwickelte ab 1920 das dynamische Zuchtverfahren, ein dynamisches Verfahren aus Reinzucht, Veredelungszucht und Kombinationszucht mit verschiedenen Unterarten der Westlichen Honigbiene. Es bietet die Möglichkeit einer zeitlich unbegrenzten Weiterzüchtung der Buckfastbiene ohne Inzuchtdepression.[13] Farbunterschiede und verschiedene morphometrische Körpermerkmale sind dabei keine Auslesekriterien.[14]
- Reinzucht von Linien der Kärntner Biene – durch Guido Sklenar ab ca. 1922 (‚Stamm 47‘) und durch Hans Peschetz ab 1926, mittels Inzucht.[15] Ab 1929 entstand der ‚Stamm Glockner‘. Farbunterschiede und verschiedene morphometrische Körpermerkmale sind in der Carnica-Zucht wichtige Auslesekriterien;[16] Die Vitalität und Leistung der Inzuchtlinien und Stämme nimmt nach wenigen Jahren immer wieder stark ab (Inzuchtdepression); Belegstellen werden wichtig; Grundsatz: „grau, sanft, ruhig“.[17]
- Resistenzzucht in den USA: Im Jahr 1934 startete in Iowa, USA, ein Zuchtprogramm, mit dem Ziel Völker mit einer Resistenz gegenüber der Amerikanischen Faulbrut (AFB) (verursacht durch Paenibacillus larvae) zu züchten. O. Wallace Park, Frank C. Pellet und F. B. Paddock betrieben hierzu einen Versuch-Bienenstand in Iowa mit 25 Völkern; 1936 dann eine 100 Quadratkilometer große, nahezu isolierte Test- und Belegstelle in Texas. Ab 1944 wurde instrumentell besamt und genetische Untersuchungen durch Walter C. Rothenbuhler (Ohio) aufgenommen. Die Rate an AFB-resistenten Kolonien erreichte fast 100 %. Daraus entwickelten sich Zucht-Programme für Resistenz gegen Kalkbrut (verursacht durch Ascosphaera apis), Tracheenmilben (Acarapis woodi). Alle diese Zuchtprogramme hatten das hygienische Verhalten der Bienenkollonie im Fokus, das Entfernen und Verbringen von infizierter Brut. Heute gibt es gute Evidenzen, dass hygienisches Verhalten auch gut gegen den Parasitenbefall mit Varroa destructor hilft.[1]
- Afrikanisierte Honigbiene: spektakulärer Unfall der Honigbienenforschung durch ungewollte Auswilderung von Ostafrikanischen Hochlandbienen in Südamerika. Natürliche Hybride mit dort in der Landwirtschaft gehaltenen europäischen Honigbienen waren in freier Wildbahn überlebensfähig – auch als Killerbienen bekannt.

Teilweise wurde es ungute Tradition, Rassestandards für künstliche Zuchtpopulationen zu definieren und diese verwirrenderweise mit dem dritten Namensteil des Trinomen für die Unterart, der dem Binomen für die Art Apis mellifera nachgestellt wird, wie carnica, ligustica etc., zu benennen; vgl. jedoch Buckfastbiene.

## Unterarten und Ökotypen in der Natur

Vermutetes Verbreitungsgebiet der Unterarten in Europa und Asien nach der letzten Eiszeit

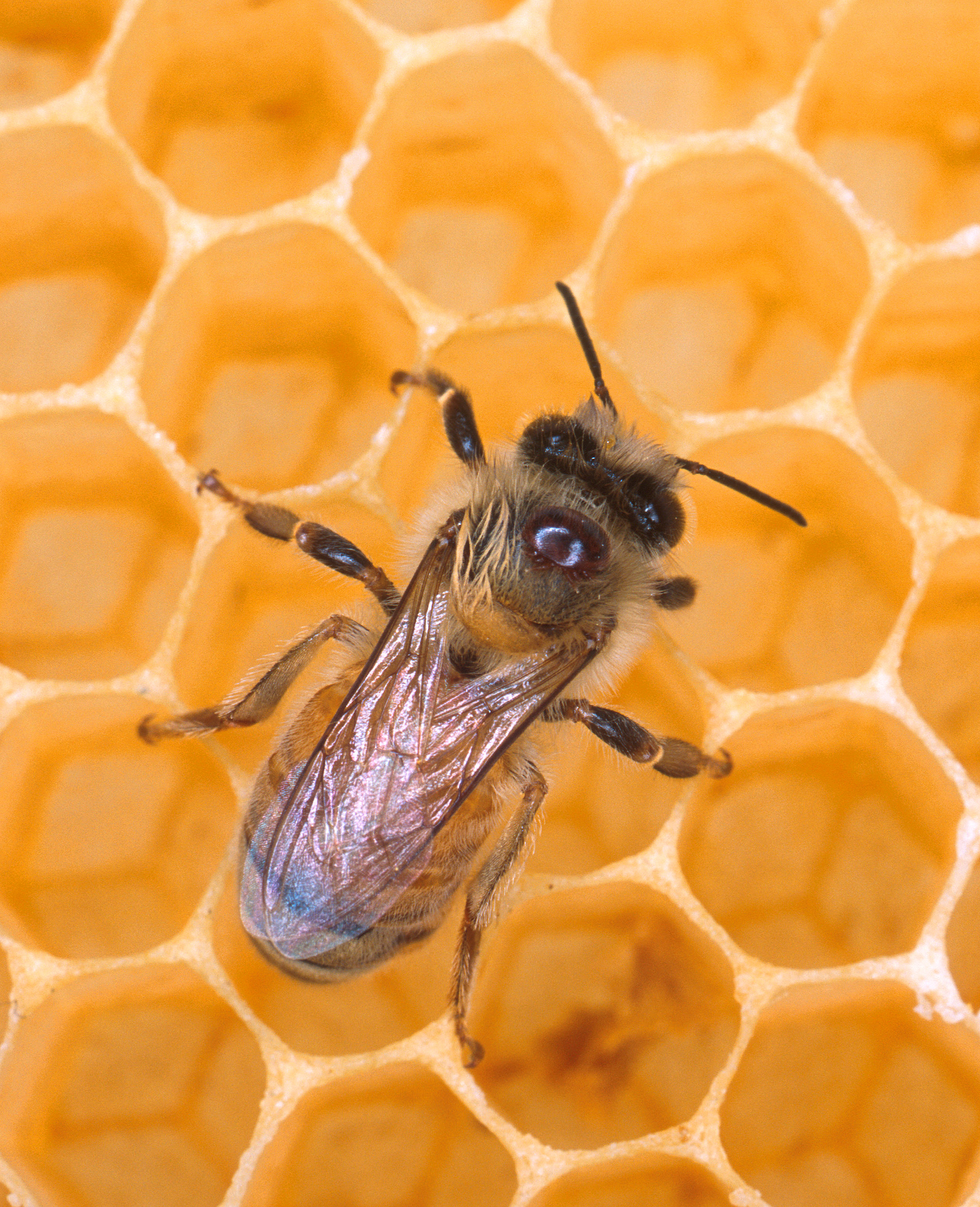
Apis mellifera

In Bienenwissenschaft, Biologie und Agrarwissenschaft benutzt man die Fachbegriffe Population, Unterart, Ökotyp, besonders bei natürlichen, wild lebenden Honigbienen. Die hier gewählten Trinomen oder dreiteilige Namen bezeichnen nach der zoologischen Nomenklatur folgende Unterarten der Westlichen Honigbiene:

### Unterarten Europas
- Apis mellifera adami – (die Kretische Biene, Ruttner, 1975)[18]
- Apis mellifera carnica – (die Kärntner Biene, auch Krainer Biene, Pollmann, 1879, weltweit exportiert und genutzt)[18]
- Apis mellifera cecropia – (die Südgriechische Biene, Kiesenwetter, 1860)[18]
- Apis mellifera cypria – (die Zyprische Biene, Pollmann, 1879)
- Apis mellifera iberiensis – (die Iberische Biene, auch Spanische Biene, Engel, 1999).[18]
- Apis mellifera ligustica – (die Italienische Biene, M. M. Spinola, 1806, weltweit exportiert und genutzt)[18]
- Apis mellifera macedonica (evtl. syn. A. m. artemisia) – (die Makedonische Biene, Ruttner, 1988)[20]
- Apis mellifera mellifera – (die Dunkle Europäische Biene, auch Braunelle, Linnaeus, 1758, autochthone heimische Honigbiene in Nord-, Ost- und Westeuropa)[21][22]
- Apis mellifera ruttneri – (die Maltesische Biene, Sheppard, Arias, Grech & Meixner, 1997)[18]
- Apis mellifera siciliana – (die Sizilianische Biene, Grassi, 1881, fälschlich A. m. sicula, Montagano, 1911)[18]
- Apis mellifera sossimai, syn. A. m. cerifera – (die Ukrainische Biene, Gerstaecker, 1862)[18]
- Apis mellifera taurica – (die Krim Biene, Alpatov, 1935)[23]

### Unterarten Asiens
- Apis mellifera anatoliaca – (die Anatolische Biene, Maa, 1953)[18]
- Apis mellifera artemisia – (die Biene der Russischen Steppe, Engel, 1999)[18]
- Apis mellifera caucasia (die Kaukasische Biene, Gorbachew, 1916, weltweit exportiert und genutzt)[18]
- Apis mellifera pomonella – (die Tian Shan Biene, Sheppard & Meixner, 2003)[24]
- Apis mellifera remipes, syn. A. m.armeniaca – (die Armenische Biene, Gerstaecker, 1862, Skorikov, 1929)[18]
- Apis mellifera sinisxinyuan – (die Xinyuan Biene, Urumqi, Xinjiang, China, Chao Chen, 2016)[25]
- Apis mellifera syriaca – (die Syrische Biene, v. Buttel-Reepen, 1906, Skorikov, 1929)[23]

### Unterarten Afrikas
- Apis mellifera adansonii – (die Westafrikanische Biene, Latreille, 1804, Nigeria, Burkina Faso)[18]
- Apis mellifera capensis – (die Kapbiene, Escholz, 1821, Südafrika)[18]
- Apis mellifera intermissa, syn. A. m. major – (die Tellbiene, v. Buttel-Reepen, 1906, Maa, 1953, Tunesien)
- Apis mellifera jemenitica, syn. A. m. nubica – (die Arabische Biene, Ruttner, 1975, Somalia, Uganda, Sudan, Jemen)[18]
- Apis mellifera lamarckii – (die Ägyptische Biene, Cockerell, 1906)[26][27]
- Apis mellifera litorea – (die Ostafrikanische Küstenbiene, Smith, 1961)[18]
- Apis mellifera monticola – (die Ostafrikanische Bergbiene, Smith, 1961, bewohnt regenreiche Wälder Ostafrikas in Höhen von 2400 bis 3000 Meter)[28][18]
- Apis mellifera sahariensis – (die Saharabiene, Baldensberger, 1922)
- Apis mellifera scutellata – (die Ostafrikanische Hochlandbiene, Lepeletier, 1836)[29]
- Apis mellifera simensis – (die Äthiopische Biene, Meixner et al., 2011)[30]
- Apis mellifera unicolor – (die Madagaskarbiene, Latreille, 1804)[23]